# Ключ 75
Ключ 75 (трад. и упр. 木) — ключ Канси со значением «дерево»; один из 34, состоящих из четырёх штрихов.
В словаре Канси есть 1 369 символов (из 49 030), которые можно найти c этим радикалом.

## История
Идеограмма дерева изображала ствол, корни и ветви.
На примере иероглифа-ключа «дерево» наглядно построение иероглифов-идеограмм: два «дерева», объединённых в один знак — иероглиф 林 «лес», три «дерева» 森 — «чаща», девять в 31 ключе 𧆘 — «сад».
В китайской философии «Восемь звуков» 木 представляет собой один из восьми звуков, музыкальный инструмент из дерева.
В китайской философии У-син «Пять Элементов» (кит. 五行, пиньинь wŭ xíng) 木 представляет собой элемент Дерево.
В астрономии обозначает название планеты «Юпитер».
Самостоятельно иероглиф употребляется в двух значениях: дерево как растение и дерево как материал.
«Дерево» — один из самых используемых ключевых знаков, что связано с широкой областью применения материала.

Вид в Цзиньвэнь
Вид в Цзягувэнь
Вид в Цзянбо
Вид в большой печати Чжуаньшу
Вид в малой печати Чжуаньшу

В словарях иероглиф находится под номером 75.

## Примеры иероглифов
| Доп. штрихи | Иероглифы |
| ----------- | --- |
| 0           | 木𣎴朩 |
| 1           | 𣎷未末本札朮术朰 |
| 2           | 㭁机朻朼朽朾朿朱朲朳朴朵朶朷朸朹杁权 |
| 3           | 杞杓㭂㭃㭄㭅㭆𣏌𣏐𣏒𣏓杊杋杌杍李杏杚杛杜杝杞束杄杅杆杇杈杉材村杒杓杔杕杖杗杘杙杠条杢杣杤杦杧极杖来 |
| 4           | 㭊㭋㭌㭍㭎㭇㭈㭉㭐枠枡枣枤枦枩枬𣏕𣏚𣏞𣏟𣏤𣏦𣏴𣏵𣏹𣏺𣏾𣏿杪杫杬杭杮杯杺杻杼杽松板枊枋枌枍枎枏枚枛果枝枞枟杰杲東杳杴杵杶杷杸杹枀枂枃构枅枆枇枈枉析枑枒枓枔枕枖林枘枙𣐀𣐄𣐅𣐆麾杻𣏕 |
| 5           | 柺㭑㭒㭓㭔㭕㭖㭗枮枯枰枱枲枳枴枵架枷枸枹枺枻枼枽枾枿柀柁柂柃柄柅柆柇柈柉柊柋柌柍柎柏某柑柒染柔柕柖柗柘柙柚柛柜柝柞柟柠柡柢柣柤查柦柧柨柩柪柫柬柭柮柯柰柱柲柳柴柵麼柶麽柷柸柹柺査柼柽柾柿栊栌栍𣐝栀栁栂栃栄栅栆标栉栐树𣐲𣐳𣐴柳                                                                             |
| 6           | 桒栟㭚㭛㭜㭝㭞㭟㭘㭙㭠㭡㭢㭦㭧鿄栚栛栜栝栞栟株栫栬栭栮栯栺栻格栽栾栿桊桋桌桍桎桏桚桛桜桝桞桟桪𣐿𣑊𣑋𣑌𣑎𣑯𣑺𣑻栒栓栔栕栖栗栘栙栠校栢栣栤栥栦栧栨栩栰栱栲栳栴栵栶样核根桀桁桂桃桄桅框桇案桉桐桑桒桓桔桕桖桗桘桙桧桩𣑐𣑑𣑥𣑲𣑳𣑴𣑵𣑶𣑷嘛                                                                     |
| 7           | 梅梎㭪㭫㭬㭭㭮㭯㭨㭩㭰㭱㭲㭳㭴㭵㭷梠梡梢梣梤梥梦梧梨梩梪梫梬梭梮梯械梱梲梳梴梵梶梷梸梹梺梻梼梽棁棂𣒠𣒣𣒱𣒲𣒳𣒴𣒵𣒾桫桬桭桮桯桺桻桼桽桾桿梊梋梌梍梎梏梚梛梜條梞梟桰桱桲桳桴桵桶桷桸桹梀梁棄梂梃梄梅梆梇梈梉梐梑梒梓梔梕梖梗梘梙梨                                                                           |
| 8           | 椔麿㭺㭻㭼㭽㭾㭿㮊㭶㭸㭹㮀㮁㮂㮃㮄㮅㮆㮇㮈㮉渠棃棅棆棇棈棉棊棋棌棍棎棏棐棑棒棓棔棕棖棗棘棙棚棛棜棝棞棟棠棡棢棣棤棥棦棧棨棩棪棫棬棭森棯棰棱棲棳棴棵棶棷棸棹棺棻棼棽棾棿𣓆𣓋𣓤𣓥𣓦𣓿椊椋椌植椎椏椚椛椞椪椫椬椭椮𣔝𣔞𣔟椀椁椂椃椄椅椆椇椈椉椐椑椒椓椔椕椖椗椘椙椠椡椢椣椤椥椦椧椨椩𣔓𣔙𣔠𣔡𣔢𣔣𣔤𣔥𣔦𣔧𣔨𣔩𣔰 |
| 9           | 㮝楂㮋㮌㮍㮎㮏㮚㮛㮜㮝㮞㮟㮐㮑㮒㮓㮔㮕㮖㮗㮘㮙㮠㮢㮣𣖠𣖡𣖢𣖧椯椺椻椼椽椾椿楊楋楌楍楎楏楚楛楜楝楞楟楪楫楬業楮楯楺楻楼楽楾楿榋榌𣔻𣕚𣕬𣖚𣖛𣖜𣖝𣖞𣖟椰椱椲椳椴椵椶椷椸椹楀楁楂楃楄楅楆楇楈楉楐楑楒楓楔楕楖楗楘楙楠楡楢楣楤楥楦楧楨楩楰楱楲楳楴極楶楷楸楹榀榁概榃榅榆榇榔榘𣔲𣕐𣕑𣕘𣕧𣖔𣖕𣖖𣖗𣖘𣖙﨓             |
| 10          | 榣㮤㮥㮦㮧㮨㮩㮪㮫㮬㮭㮮㮯㮰㮱㮲㮳㮴㮵㮶㮷㮸㮹㮺㮻㮼㮽樮榠榡榢榣榤榥榦榧榨榩榪榫榬榭榮榯榰榱榲榳榴榵榶榷榸榹榺榻榼榽榾黀榿槀槁槂槃槄槅槆槇槈槉槊構槌槍槎槏槐槑槒槓槔槕槖槗様槙槜槝槞槟槡槩𣖻𣗄𣗌黁𣗍𣗎𣗏𣗑𣗒𣗓𣗪𣗱𣗳𣗼𣗾𣗿榊榍榎榏榚榛榜榝榞榟𣘊𣘌榐榑榒榓榕榖榗榙𣘀𣘁𣘂𣘃𣘄𣘆𣘈𣘉𣘓﨔                     |
| 11          | 槪㮾㮿㯀㯁㯂㯃㯄㯅㯆㯇㯈㯉㯊㯋㯌㯍㯎㯏㯑㯒㯠樀樊樋樌樍樎樏樁樚樛樜樝樞樟樂横樫樬樭樯樃樄樅樆樇樈樉樐樑樒樓樔樕樖樗樘標樠模樢樣樤樥樦樧樨権樰橥橴槢槣槤槥槦槧槨槪槫槬槭槮槯槰槱槲槳槴槵槶槷槸槹槺槻槼槽槾槿𣘚𣘺𣘼𣘽𣘾𣙟𣙪𣙫𣙬𣙭𣙮𣙯𣙺𣘗𣘸𣘹𣙀𣙇𣙙𣙦𣙧𣙨𣙩𣙷𣙸𣙹樂樓                                         |
| 12          | 㯐㯓㯔㯕㯖㯗㯘㯙㯚㯛㯜㯝㯞㯟㯡㯢㯣㯤㯥㯦㯧㯨㯩樺樻樼樽樾樿橊橋橌橍橎橏橚橛橜橝橞機橪橫橬橭橮橯橺橻橼樲樳樴樵樶樷樸樹橀橁橂橃橄橅橆橇橈橉橐橑橒橓橔橕橖橗橘橙橠橡橢橣橤橦橧橨橩橰橱橲橳橵橶橷橸橹𣚦𣚭𣚮𣚺𣛟𣛠𣛡𣛢𣛣𣛤𣛥𣛦𣛧𣛨𣛩𣛪𣛭𣛮𣛯𣚎𣚞𣚕                                                               |
| 13          | 檨㯪㯫㯬㯭㯮㯯㯰㯱㯲㯳㯴㯵㯶橽橾橿檊檋檌檍檎檏檚檛檜檝檞檟檀檁檂檃檄檅檆檇檈檉檐檑檒檓檔檕檖檗檘檙檠檡檢檣檤檥檦檧檨檩檪𣛱𣜋𣜌𣜜𣜭𣜯𣜻𣜾𣜿𣜃𣜖𣜠𣜰𣜱𣜲𣜳𣜴𣜵𣜶𣜷𣜸𣝀 |
| 14          | 㯷㯸㯹㯺㯻㯼㯽檫檬檭檮檯檰檱檲檳檴檵檶檷檸檹檺檻檼檽檾檿櫀櫁櫂櫃櫄櫅櫆櫇櫈櫉櫊𣞊𣞍𣝅𣝉𣝣𣝤𣝦𣞁𣞂𣞃𣞄𣞅 |
| 15          | 櫛㯾㯿㰀㰁㰂㰃㰄㰅㰆㰇㰈櫋櫌櫍櫎櫏櫐櫑櫒櫓櫔櫕櫖櫗櫘櫙櫚櫛櫜櫝櫞櫟櫠櫡櫢櫣櫤櫥櫦櫫櫭𣞢𣞪𣞶𣞻𣞼𣞽𣞾𣟂𣟃櫓黂 |
| 16          | 㰊㰋㰌㰍㰎㰏㰉㰐㰑㰒㰓㰖櫧櫨櫩櫪櫬櫮櫯櫰櫱櫲櫳櫴櫵櫶𣟊𣟕𣟖𣟗𣟧𣟩𣟪𣟫𣟭𣟮 |
| 17          | 㰔㰕櫸櫹櫺櫻櫼櫽櫾櫿欀欌欁欂欃欄欅𣟱𣟿𣠑𣠒𣠓𣠕𣠖𣠗𣠘欄 |
| 18          | 㰘㰗櫷權欋欍欎欆欇欈欉𣠤𣠩𣠰𣠱𣠲𣠳𣠶糷 |
| 19          | 㰚㰛㰜㰙欏欐欑欒𣠺𣠽 |
| 20          | 欓欔欕𣡚𣡝𣡓𣡙 |
| 21          | 欚欛欖欗欘欙𣡤 |
| 22          | 欜欝𣡯 |
| 24          | 欞欟 |
| 25          | 𣡹 |
| 32          | 灪 |
| 33          | 爩 |
| 39          | 𧆘 |

- Примечание: Ваш браузер может отображать иероглифы неправильно.